# Adolf Eichmann
Otto Adolf Eichmann (phát âm [ˈɔto ˈaːdɔlf ˈaɪ̯çman];19 tháng 3 năm 1906 – 1 tháng 6 năm 1962) là một SS-Obersturmbannführer (trung tá SS) của Đức Quốc xã và một trong những tổ chức gia chủ chốt của Holocaust. Eichmann được SS-Obergruppenführer (trung tướng SS) Reinhard Heydrich giao nhiệm vụ tạo điều kiện và quản lý hậu cần liên quan đến hoạt động trục xuất hàng loạt người Do Thái đến các ghetto (khu Do Thái) và các trại hủy diệt ở Đông Âu-bị-Đức-chiếm đóng trong chiến tranh thế giới thứ hai. Vào năm 1960, Eichmann bị Mossad, cơ quan tình báo Israel, bắt ở Argentina. Sau một phiên xét xử công khai rộng rãi ở Israel, Eichmann bị kết phạm tội ác chiến tranh và bị treo cổ vào năm 1962.
Sau thời đi học không có gì nổi trội, Eichmann về làm cho công ty khai thác mỏ của cha mình ở Áo trong một thời gian ngắn trước khi cùng gia đình rời đi vào năm 1914. Ông đi bán dầu từ năm 1927 rồi đồng thời gia nhập đảng Quốc xã và SS vào năm 1932. Sau khi trở về Đức vào năm 1933, Eichmann gia nhập Sicherheitsdienst (SD; cơ quan an ninh) và được bổ nhiệm làm lãnh đạo bộ phận phụ trách vấn đề Do Thái, đặc biệt là di cư, hoạt động mà những người Quốc xã khuyến khích thông qua bạo lực và áp lực kinh tế. Thời kỳ đầu thế chiến II, Eichmann cùng nhóm cán bộ của mình sắp xếp tập hợp người Do Thái vào các ghetto trong những thành phố lớn với hy vọng họ sẽ bị trục xuất xa hơn về phía đông hoặc hải ngoại. Eichmann lập các kế hoạch về địa điểm cho người Do Thái, đầu tiên tại Nisko ở đông nam Ba Lan rồi về sau là Madagascar, song tất cả đều không được thực hiện.
Khi những người Quốc xã bắt đầu xâm lược Liên Xô vào tháng 6 năm 1941, chính sách đối với người Do Thái của họ thay đổi từ di cư sang diệt trừ. Vào ngày 20 tháng 1 năm 1942, Heydrich nhóm họp các lãnh đạo hành chính của chế độ tại Hội nghị Wansee nhằm phối hợp lên kế hoạch cho việc diệt chủng. Eichmann thu thập thông tin cho Heydrich, tham dự hội nghị, và chuẩn bị biên bản. Ông cùng nhóm cán bộ của mình trở thành thủ phạm trục xuất người Do Thái đến các trại hủy diệt, nơi họ bị giết bằng khí độc. Sau khi Đức Quốc xã xâm lược Hungary vào tháng 3 năm 1944, Eichmann giám sát hoạt động trục xuất phần lớn số dân Do Thái của quốc gia này. Hầu hết nạn nhân bị đưa đến trại tập trung Auschwitz, 75 đến 90% số đó bị giết khi tới nơi. Đến tháng 7 năm 1944, thời điểm hoạt động vận chuyển ngừng lại, 437.000 trên tổng số 725.000 Do Thái Hungary đã bị giết. Nhà sử học Richard J. Evans ước tính số người Do Thái bị Quốc xã sát hại là từ 5,5 đến 6 triệu. Eichmann phát biểu hướng đến hồi kết của chiến tranh rằng ông ta sẽ "vui vẻ nhảy xuống mộ bởi cảm giác có 5 triệu mạng người xét về mặt lương tâm là một nguồn thỏa mãn vô biên".
Sau khi Đức Quốc xã bại trận vào năm 1945, Eichmann trốn chạy đến Áo và sống ở đó tới năm 1950 trước khi sử dụng giấy tờ giả để đến Argentina. Thông tin cơ quan tình báo Israel Mossad thu thập đã xác nhận nơi ẩn náu của Eichmann vào năm 1960. Một đội Mossad và các đặc vụ Shin Bet đã bắt và đưa Eichmann về Israel để hầu tòa về 15 tội cáo buộc, bao gồm các tội ác chiến tranh, tội ác chống nhân loại và tội ác chống lại người Do Thái. Trong phiên xử, Eichmann không phủ nhận Holocaust là có thật và vai trò tổ chức của mình, song lại quả quyết rằng mình chỉ tuân theo những mệnh lệnh trong một hệ thống Führerprinzip toàn trị. Eichmann bị kết phạm phải nhiều trong số những tội cáo buộc và bị kết án tử hình bằng treo cổ, bản án thi hành ngày 1 tháng 6 năm 1962. Phiên tòa xử Eichmann được giới truyền thông khắp mọi nơi theo sát và là đề tài sau này của một số cuốn sách như Eichmann ở Jerusalem của Hannah Arendt, trong đó Arendt đã dùng cụm từ "sự tầm thường của cái ác" để mô tả ông ta.

## Tiểu sử

### Tiền chiến
Sinh tại Solingen, Đức, Adolf Eichmann là con trai của Adolf Karl Eichmann, một thương gia kỹ nghệ, và bà Maria Schefferling.
Năm 1914 sau khi mẹ ông chết, gia đình ông dọn về Linz, Áo. Trong thời Chiến tranh thế giới thứ nhất cha Eichmann phục vụ cho quân đội Đế quốc Áo-Hung. Sau cuộc chiến, ông và gia đình tiếp tục sinh sống tại Linz. Eichmann bỏ học, theo học nghề thợ máy, nhưng cũng bỏ dở. Năm 1923 ông làm cho công ty dầu mỏ của cha mình. Sau đó làm nhân viên cho các hãng dầu khí. Đến tháng 7 năm 1933 Eichmann trở về Đức.
Eichmann lấy vợ tên Veronica Liebl (sinh 1909 – mất 1997) ngày 21 tháng 3 năm 1935, sinh được 4 người con: Klaus Eichmann (sinh 1936 tại Berlin), Horst Adolf Eichmann (sinh 1940 tại Viên), Dieter Helmut Eichmann (sinh 1942 tại Praha), và Ricardo Francisco Eichmann (sinh 1955 tại Buenos Aires).

### Gia nhập Đảng Quốc xã và lực lượng SS
Ngày 1 tháng 4 năm 1932 Eichmann nghe theo người bạn tên Ernst Kaltenbrunner ghi danh vào Đảng Quốc xã Đức và xin gia nhập lực lượng SS. Đến tháng 11 ông được làm nhân viên SS chính thức với quân số 45326. Trong năm sau, ông làm việc cho lực lượng chính quy SS, hoạt động tại Salzburg.
Tháng 11năm 1933, sau khi Đảng Quốc xã lên nắm chính quyền, Eichmann trở về Đức và được bổ sung vào ban chấp hành trại tập trung Dachau. Năm 1934 ông được cho phép làm việc cho lực lượng cảnh sát mật vụ Sicherheitspolizei, lúc bấy giờ đang bắt đầu tăng cường thế lực trong tổ chức quân sự quốc phòng của Đức Quốc xã. Eichmann được thăng chức rất nhanh trong những năm 1934 - 1937.
Năm 1938 Eichmann được cử sang Áo để tổ chức lực lượng SS trong công tác thôn tính nước Áo vào Đức. Nhờ thành công này, ông được thăng lên chức SS-Obersturmführer và đến cuối năm 1938, ông được bộ chỉ huy SS giao trách nhiệm thành lập Trung tâm di tán dân Do Thái, một văn phòng với mục đích sa thải, tống khứ người Do Thái ra khỏi nước Áo.

### Thế chiến II
Trong thời gian đầu cuộc chiến, Eichmann được thăng chức đại úy (SS-Hauptsturmführer). Ông ra sức tìm cách để tống khứ dân Do Thái ra khỏi Đức và các lãnh thổ thuộc Đức. Ông cũng có liên lạc với tổ chức người Do Thái đang muốn trở về vùng đất hứa của họ để tìm phương pháp đem người Do Thái đang ở châu Âu di tán sang khu trung đông (Palestine) .
Năm 1939 Eichmann về Berlin và tham gia Phòng mật vụ trung ương Đức (Reichssicherheitshauptamt RSHA), đặc nhiệm về vấn đề người Do Thái. Tháng 8 năm 1940 ông viết báo cáo Reichssicherheitshauptamt: Madagaskar Projekt về kế hoạch trục xuất người Do Thái sang đảo Madagascar nhưng không được tiến hành. Sau đó ông được thăng lên chức thiếu tá (SS-Sturmbannführer) và năm sau lên chức trung tá (SS-Obersturmbannführer).
Mùa thu năm 1941 Heydrich đưa Eichmann mật lệnh từ Hitler về kế hoạch thủ tiêu toàn thể dân Do Thái đang sinh sống tại các lãnh thổ châu Âu thuộc Đức. Năm 1942 Heydrich ra lệnh cho Eichmann tham gia cuộc họp Wannsee, trong đó chính quyền Đức chính thức đề xuất chính sách diệt chủng dân Do Thái. Eichmann được cử làm chỉ huy công tác chuyên chở trong kế hoạch Giải pháp Tối hậu. Ông là người chịu trách nhiệm bắt bớ và tổ chức đem người Do Thái đến chỗ chết của họ ở trại tập trung rải rác khắp nơi trên đất Ba Lan.
Năm 1944 Đức tiến chiếm Hungary để ngăn phòng Liên Xô đang đe dọa miền Đông châu Âu. Eichmann lại được cử sang Hungary, đem 430.000 người Hungary gốc Do Thái vào trại tập trung và giết trong các lò ga.
Năm 1945, Heinrich Himmler ra lệnh ngưng giết dân Do Thái và tiêu hủy kế hoạch Giải đáp Tối hậu. Eichmann rất bực tức khi thấy cấp trên của mình tự dưng thay đổi chính sách như thế. Ông không tuân lệnh và tiếp tục tiêu diệt người Do Thái. Đồng thời hy vọng công tác này giúp ông tránh khỏi phải ra trận chiến đấu (vì trước đó ông đã từng bị động viên làm sĩ quan trừ bị cho lực lượng chiến đấu của SS (Waffen-SS).
Khi quân Liên Xô tràn vào Hungary, Eichmann trốn chạy về Áo. Khi đấy, Eichmann đã khét tiếng về vụ tiêu diệt dân Do Thái. Ông tìm lại bạn cũ là Ernst Kaltenbrunner nhưng bị ông này tránh mặt. Kaltenbrunner lúc bấy giờ có lẽ đã biết tên mình nằm trong danh sách tội phạm chiến tranh; sợ mang vạ lây vì thấy phe Đồng Minh đang chiến thắng và trên đường đến gần biên giới Đức và biết Eichmann sẽ bị truy lùng.

### Sau thế chiến II
Eichmann bị quân Hoa Kỳ bắt, nhưng khai tên giả là "Otto Eckmann". Ông trốn thoát trại tù năm 1946 và sống lang thang vài năm tại Đức. Năm 1948 ông lấy được giấy tờ giả mạo để đi Argentina nhưng chưa dùng ngay. Năm 1950 Eichmann trốn sang Ý, giả làm người tỵ nạn với tên Riccardo Klement. Ông liên lạc qua một tu sĩ và Giám mục Alois Hudal, người tổ chức móc nối bí mật giúp những tội phạm chiến tranh Đức Quốc xã trốn sang xứ khác. Eichmann được cấp giấy giả làm nhân viên làm việc từ thiện cho hội Chữ thập đỏ quốc tế tại Geneva và giấy thông hành của Argentina (một sinh viên nghiên cứu về Eichmann tìm được giấy thông hành này trong hồ sơ lưu trữ của tòa án năm 2007).)
Ngày 14 tháng 7 1950 Eichmann lên tàu trốn sang Argentina. Ông làm đủ các nghề tại thành phố Buenos Aires, từ cai nhà máy, kỹ sư ống nước đến nuôi thỏ. Gia đình của ông sau đó cũng trốn được sang Argentina.

### CIA thụ động
Vào tháng 6 năm 2006, hồ sơ mật của CIA về tội phạm Đức Quốc xã và hoạt động của các tổ chức nằm vùng chống cộng của họ được công bố. Trong số 27.000 tài liệu, có một tin nhắn viết vào tháng 3 năm 1958 của cơ quan tình báo Đức BND báo cáo cho CIA biết là Eichmann đang sống tại Argentina với tên giả là "Clemens". Nhưng CIA lờ đi vì ngại rằng khi Eichmann bị bắt sẽ làm báo chí chú ý đến những chuyện không tốt về chính quyền Hoa Kỳ và Đức thời bấy giờ. Một thí dụ điển hình là cố vấn an ninh quốc gia của chính phủ Tây Đức lúc đó là Hans Globke, khi trước từng là tùy viên của Eichmann trong công tác về dân Do Thái và là người giúp thảo ra luật Nuremberg. Qua yêu cầu của chính phủ Tây Đức, CIA mua chuộc báo Life để khi tường trình về hồi ký của Eichmann đừng đưa thông tin gì về Globke cho công chúng biết. Khi CIA và BND biết được thông tin này thì Israel đã bỏ cuộc trong công tác truy lùng Eichmann vì không biết ông dùng tên giả nào. Lúc bấy giờ chính quyền Hoa Kỳ và CIA đang chú tâm vào nguy cơ chính là Liên Xô chứ chưa có kế hoạch chính thức truy lùng tội phạm chiến tranh Đức Quốc xã. Ngoài việc bảo bọc Eichmann và Globke, CIA còn che chở Reinhard Gehlen, người đã chiêu mộ hàng trăm cựu nhân viên và cựu sĩ quan Đức Quốc xã vào các móc nối gián điệp bí mật của CIA tại châu Âu.

### Bị bắt
Suốt những năm 1950, Simon Wiesenthal là một trong số người Do Thái cố gắng truy nã Eichmann và những thành viên Đức Quốc xã từng tham gia vào kế hoạch diệt chủng dân tộc họ. Năm 1954 Wiesenthal nhận được bưu thiệp từ người quen ở Buenos Aires cho tin Eichmann đang trốn tránh tại Argentina. Sau khi thu thập được thêm thông tin, do thám Do Thái biết được tông tích địch thực của Eichmann. Tuy nhiên, sau này Isser Harel là chỉ huy Mossad cho biết Wiesenthal hoàn toàn không có công trạng gì trong việc lùng kiếm Eichmann, mà ngược lại ông ta suýt làm hỏng kế hoạch của Mossad truy nã Eichmann và bác sĩ Josef Mengele (người nổi tiếng là dùng tù nhân Do Thái trong những thí nghiệm y khoa vô cùng tàn nhẫn).
Một người khác có tham gia vào công tác tìm Eichmann là Lothar Hermann. Ông này gốc Do Thái, từng bị giam tại trại Dachau khi Eichmann đang làm giám đốc coi trại này. Khi Hermann đem gia đình sang Buenos Aires lập nghiệp thì con gái ông ta là Sylvia tình cờ qua lại thân thiết với Klaus, con trai lớn của Eichmann. Klaus khoe khoang rằng cha anh ta từng là sĩ quan gộc của Đức và đã là người phía sau thảm cảnh Holocaust. Hermann đọc báo biết về những thành viên Đức Quốc xã đang bi truy nã khắp nơi trên thế giới. Ông cho Sylvia sang thăm nhà Eichmann. Adolf Eichmann thú nhận với Sylvia về quá khứ của mình. Hermann nghe tin liền liên lạc với chính quyền Tây Đức và qua đó liên lạc với nhân viên của Israel, tham gia đặt kế hoạch bắt sống Eichmann.
Trong năm 1959, Mossad tiếp tục điều tra theo dõi và biết chắc rằng người mang tên Ricardo Klement hiện đang làm cho hãng xe Mercedes Benz ở Buenos Aires chính là thủ phạm Eichmann. Chính quyền Israel ký giấy cho phép Mossad phát động âm mưu bắt Eichmann về Jerusalem để xử tội ác chiến tranh. Đầu năm 1960 nhân viên Mossad tiếp tục theo dõi sát Eichmann, ngay cả khi ông này đem hoa về tặng vợ nhân kỷ niệm 25 năm đám cưới ngày 21 thántg 3.
Ngày 11 tháng 5 1960 Eichmann bị nhóm tình báo Mossad và Shabak bắt cóc khi ông đi làm về. Eichmann vừa bước xuống khỏi xe bus cách nhà mình không xa thì bị một người đang sửa xe bên đường chận lại xin thuốc lá. Khi Eichmann cho tay vào túi lấy gói thuốc thì hai người khác ập lại khóa tay ông ta. Eichmann phản kích nhưng bị người thứ ba đánh bất tỉnh. Sau đó Eichmann bị giam tại căn nhà bí mật của Mossad. Tại đây ông bị tra khảo và thú tội. Điệp viên của Mosad giữ Eichmann tại nhà này cho đến khi có kế hoạch bí mật đưa ông ta về Do Thái để không bị giới chức trách Argentine cản trở (lúc ấy chính quyền Argentine có nhiều thành phần cực hữu ghét dân Do Thái). Ngày 21 tháng 5, Eichmann bị buộc uống rượu và thuốc ngủ say mèm và đưa lên máy bay, giả làm một trong toán nhân viên công đoàn Do Thái trên đường về nước.
Khi tin Eichmann bị bắt về Do Thái loan tải, nhiều nhóm chính khách cực hữu Argentine phản đối dữ dội. Chính quyền Israel lúc đầu không thú nhận đã đứng sau âm mưu bắt cóc Eichmann, tuyên bố rằng một nhóm hoạt động cá nhân Do Thái đã làm việc này. Sau đó có nhiều cuộc thương lượng giải hòa giữa hai nước qua môi giới tại Liên Hợp Quốc.
Ngày 23 tháng 5 thủ tướng Israel Ben Gurion tuyên bố Eichmann bị bắt trước Quốc hội và toàn thể hội trường vỗ tay. Isser Harel sau đó viết hồi ký về âm mưu bắt Eichmann tựa đề Căn nhà trên đường Garibaldi. Sách này sau đó được dựng thành phim.

### Xét xử tại Israel
Ngày 11 tháng 4 năm 1961 Adolf Eichmann được đưa ra xét xử tại tòa àn Jerusalem. Ông bị kết 15 tội, trong đó có tội phi nhân, tội giết dân Do Thái, và tội đã gia nhập một đảng phái bất hợp pháp. Phiên tòa do 3 chánh án chỉ đạo: Jacob Baror, Benjamin Halevi và Yitzhak Raveh. Gideon Hausner là công tố viên. Eichmann ngồi nghe xử trong một lồng kính chống đạn.
Bản án cho Eichmann dựa trên tài liệu "Luật trừng phạt người trong đảng Quốc xã và đồng lõa" năm 1950.
Phiên tòa này gây nhiều chấn động xôn xao trong và ngoài nước. Chính quyền Israel khuyến khích báo chí truyền thanh truyền hình tự do đăng tải, trực tiếp đưa tin tức phim ảnh vế cuộc xử án khắp nơi. Phiên tòa bắt đầu qua những nhân chứng; phần lớn là nạn nhân Holocaust. Một trong những nhân chứng đặc biệt là sĩ quan hải quân Hoa Kỳ Michael A. Musmanno. Ông cho biết khi ông tra vấn Hermann Göring tại phiên tòa Nuremberg thì ông này nói rằng Eichmann chính là người quyết định cho người Do Thái chết theo thứ tự nào, ở nước nào, khi nào."
Hai luật sư biện hộ cho Eichmann phàn nàn rằng họ không được chất vấn các nhân chứng kia. Phần Eichmann thì tự bào chữa cho mình là "tôi chỉ nghe theo và tuân lệnh cấp trên; chưa bao giờ tôi có làm điều gì mà không do lệnh từ cấp trên (Hitler hay Himmler) bảo tôi làm" - đây là cách biện hộ rất quen thuộc của nhóm người Quốc xã bị truy tố sau cuộc chiến. Ông không chối cãi Holocaust là có thật.
Triong cuộc chất vấn tại tòa, công tố viên Hauser hỏi Eichmann có tự biết mình đã phạm tội giết hàng triệu người Do Thái. Eichamnn trả lời: "Theo luật pháp thì không, nhưng theo tình người thì... có, vì tôi đã phạm tội trục xuất họ". Sau đó Hauser đưa bằng chứng là Eichmann đã từng tuyên bố: "Tôi sẽ vừa cười vừa nhảy vào mả của mình vì cảm giác là tôi có 5 triệu mạng người cắn rứt lương tâm của tôi đưa đến một nguồn thỏa mãn vô biên". Eichmann bào chữa rằng đó là ông nói về những "kẻ thù của Đệ tam Đế chế Đức".
Nhân chứng bên bị cáo là những sĩ quan cao cấp của Đức Quốc xã gửi tài liệu sang bào chữa cho Eichmann. Nhưng không ai ủng hộ ý kiến rằng Eichamnn gây tội ác chỉ vì nghe mệnh lệnh. Đặc biệt bằng chứng từ Otto Winkelmann, một cựu sĩ quan cao cấp của SS cho thấy Eichmann là một người "không hề dè dặt khi dùng quyền lực, và không có giới hạn đạo đức; sẵn sàng không tuân lệnh trên nếu ông ta tự cho rằng hành động của mình nằm trong tinh thần của quốc trưởng Hitler". Cựu thiếu tướng mật vụ Franz Six thì cho rằng Eichmann là kẻ cuồng tín theo chủ nghĩa Quốc xã và sẵn sàng làm hết mình vì đảng, và Eichmann có nhiều quyền hạn hơn các chỉ huy các bộ phận khác.
Sau 14 tuần lễ, với 1.500 tài liệu và 100 nhân chứng (trong đó 90 là nạn nhân trại tập trung Do Thái), vài chục hồ sơ gửi tới từ 16 quốc gia, cuộc xét xử chấm dứt ngày 14 tháng 8. Ngày 11 tháng 12 Eichmann bị kết án đủ 15 tội. Eichmann đệ đơn chống án về chi tiết luật pháp của Israel. Ngày 29 tháng 5 1962 tòa án tối cao Israel bác đơn chống án của Eichmann. Trong bản án chánh thẩm tuyên bố: "Eichmann bào chữa rằng hắn chỉ nghe lệnh trên nhưng thực ra hắn không nghe mệnh lệnh gì cả. Hắn là cấp trên của chính mình và tự ra lệnh trong các kế hoạch về dân Do Thái... ý tưởng của cái gọi là Giải pháp tối hậu đáng lý sẽ không biến dạng thành cuộc đốt da xáo thịt của hàng triệu người nếu không có đầu óc cuồng tín và lòng dạ khát máu của bị cáo và đồng lõa". Ngày 31 tháng 5 tổng thống Israel Yitzhak Ben-Zvi bác đơn xin ân xá của Eichmann. Một số chính khách các nước cũng viết thư xin ân xá cho Eichamnn. Ben-Zvi trả lời bằng một câu trích từ kinh thánh: "Hễ gươm ngươi đã làm người đàn bà không có con thế nào, thì mẹ ngươi cũng sẽ không có con thế ấy  (As your sword bereaved women, so will your mother be bereaved among women)." (1 Samuel 15:33).

### Tử hình
Eichmann bị treo cổ vài phút trước 12 giờ đêm ngày 31 tháng 5 năm 1962 tại nhà giam Ramla, Israel. Đây là án tử hình duy nhất của Israel, một chính thể xưa nay không dùng án tử hình. Eichmann không ăn bữa ăn cuối, chỉ uống chút rượu vang đỏ của Israel. Ông cũng từ chối không dùng khăn bịt đầu khi bị treo cổ. Hai người được cử ra để kéo cần thắt cổ Eichmann, để không ai biết chính mình là người trực tiếp tác động biến cố này.
Trước khi bị treo cổ, Eichmann hô to: "Đức quốc muôn năm. Áo quốc muốn năm. Argentina muôn năm. Đây là những quốc gia tôi liên hệ sâu xa nhất và tôi sẽ không quên họ. Tôi đã tuân theo lề lối của nước tôi và lá cờ của xứ tôi. Tôi đã sẵn sàng." 
Sau khi ông tắt thở, xác Eichmann được hỏa táng và tro của ông đem rải vào Địa Trung Hải. Lý do là để không còn tông tích mộ phần để sau này không có cơ hội cho người khác lập lễ lạc tưởng niệm về Eichmann và những hành vi vô nhân của ông; và xác ông không có chỗ chôn chính thức.